# 대한민국의 장수 텔레비전 프로그램 목록
다음은 대한민국의 텔레비전 프로그램 중 방영 기간이 긴 프로그램들을 추려 순서대로 나열한 목록이다. 뉴스 보도 프로그램은 제외하였다.

## 목록
화수 기준으로 나열한 순위이다. 기준일은 2025년 7월 1일 이후
| 프로그램명                                         | 방송 개시                                        | 방송 종료                                       | 화수 | 방송사  |
| -------------------------------------------------- | ------------------------------------------------ | ----------------------------------------------- | ---- | ------- |
| 아침마당                                           | 1991년 5월 20일                                  | 방영중                                          | 8267 | KBS     |
| 6시 내고향                                         | 1991년 5월 20일                                  | 방영중                                          | 6677 | KBS     |
| 좋은 아침                                          | 1996년 10월 14일                                 | 방영중                                          | 5466 | SBS     |
| 시청자칼럼 우리사는 세상                           | 1998년 6월 15일                                  | 2018년 7월 5일                                  | 4539 | KBS     |
| 생방송 톡!톡! 보니하니                             | 2003년 9월 29일                                  | 2021년 3월 26일                                 | 4313 | EBS     |
| TV동화 행복한 세상                                 | 2001년 4월 30일                                  | 2012년 5월 10일                                 | 2670 | KBS     |
| 전국노래자랑                                       | 1980년 11월 9일                                  | 방영중                                          | 1928 | KBS     |
| 연예가중계 연중 플러스                             | 1984년 4월 8일 2020년 7월 3일                    | 2019년 11월 29일 2023년 3월 16일                | 1911 | KBS     |
| 가요무대                                           | 1985년 11월 4일                                  | 방영중                                          | 1591 | KBS     |
| 지식채널e                                          | 2005년 9월 5일                                   | 방영중                                          | 1823 | EBS     |
| 추적 60분                                          | 1983년 2월 27일                                  | 방영중                                          | 1295 | KBS     |
| 가족오락관                                         | 1984년 4월 3일                                   | 2009년 4월 18일                                 | 1237 | KBS     |
| 출발! 비디오 여행                                  | 1993년 10월 29일                                 | 방영중                                          | 1261 | MBC     |
| 국악한마당                                         | 1986년 6월 1일                                   | 방영중                                          | 1239 | KBS     |
| 열린음악회                                         | 1993년 5월 9일                                   | 방영중                                          | 1224 | KBS     |
| 장학퀴즈                                           | 1973년 2월 18일 1997년 1월 12일                  | 1996년 10월 20일 2024년 7월 28일                | 3542 | MBC~EBS |
| PD수첩                                             | 1990년 5월 8일                                   | 방영중                                          | 1177 | MBC     |
| TV쇼 진품명품                                      | 1995년 3월 5일                                   | 방영중                                          | 1153 | KBS     |
| 그것이 알고싶다                                    | 1992년 3월 31일                                  | 방영중                                          | 1150 | SBS     |
| 전원일기                                           | 1980년 10월 21일                                 | 2002년 12월 29일                                | 1088 | MBC     |
| 시사매거진 2580                                    | 1994년 2월 27일                                  | 2017년 8월 13일                                 | 1044 | MBC     |
| 순간포착 세상에 이런일이 와! 진짜? 세상에 이런일이 | 1998년 5월 21일 2024년 10월 17일 2025년 5월 29일 | 2024년 5월 25일 2025년 2월 13일 2025년 7월 31일 | 1305 | SBS     |
| 개그콘서트                                         | 1999년 9월 4일                                   | 방영중                                          | 1050 | KBS     |
| 도전 골든벨                                        | 1999년 1월 8일                                   | 2020년 6월 28일                                 |      | KBS     |
| 쇼쇼쇼                                             | 1964년 12월 12일                                 | 1983년 7월 17일                                 | 7975 | TBC~KBS |
| 뮤직뱅크                                           | 1998년 6월 16일                                  | 방영중                                          | 960  | KBS     |
| 섹션TV 연예통신                                    | 1999년 5월 9일                                   | 2020년 1월 23일                                 | 994  | MBC     |
| VJ특공대                                           | 2000년 5월 5일                                   | 2018년 9월 7일                                  | 913  | KBS     |
| 수사반장                                           | 1971년 3월 6일                                   | 1989년 10월 12일                                | 880  | MBC     |
| 대추나무 사랑걸렸네                                | 1990년 9월 9일                                   | 2007년 10월 10일                                | 852  | KBS     |
| 인간극장                                           | 2000년 5월 1일                                   | 방영중                                          |      | KBS     |
| 일요진단                                           | 1993년 5월 9일                                   | 방영중                                          | 838  | KBS     |
| TV 동물농장                                        | 2001년 5월 6일                                   | 방영중                                          | 897  | SBS     |
| 신비한TV 서프라이즈                                | 2002년 4월 7일                                   | 방영중                                          | 845  | MBC     |
| 100분 토론                                         | 1999년 10월 21일                                 | 방영중                                          | 808  | MBC     |
| TV비평 시청자데스크                                | 2003년 6월 28일                                  | 방영중                                          | 810  | KBS     |
| 물은 생명이다                                      | 2001년 1월 12일                                  | 2025년 5월 30일                                 | 1121 | SBS     |
| 우리말 겨루기                                      | 2003년 6월 25일                                  | 방영중                                          | 746  | KBS     |
| 해피선데이                                         | 2004년 11월 7일                                  | 2019년 4월 21일                                 | 722  | KBS     |
| 콘서트 7080                                        | 2004년 11월 6일                                  | 2024년 12월 28일                                | 687  | KBS     |
| 생활의 달인                                        | 2005년 4월 25일                                  | 방영중                                          | 651  | SBS     |
| 걸어서 세계속으로                                  | 2005년 11월 5일                                  | 방영중                                          | 583  | KBS     |
| 무한도전                                           | 2005년 4월 23일                                  | 2018년 3월 31일                                 | 563  | MBC     |
| 황금어장 라디오스타                                | 2007년 5월 30일                                  | 방영중                                          | 596  | MBC     |
| 조선왕조 오백년                                    | 1983년 3월 31일                                  | 1990년 12월 23일                                | 536  | MBC     |
| 1박 2일                                            | 2007년 8월 5일                                   | 방영중                                          | 728  | KBS     |
| 세계테마기행                                       | 2008년 2월 25일                                  | 방영중                                          | 2230 | EBS     |
| 한국기행                                           | 2009년 8월 24일                                  | 방영중                                          | 2360 | EBS     |
| 부부클리닉 사랑과 전쟁                             | 1999년 10월 22일                                 | 2014년 8월 1일                                  | 604  | KBS     |
| 우리 아이가 달라졌어요                             | 2005년 7월 9일                                   | 2015년 11월 20일                                | 553  | SBS     |
| 나 혼자 산다                                       | 2013년 3월 22일                                  | 방영중                                          | 273  | MBC     |
| 정글의 법칙                                        | 2011년 10월 21일                                 | 2021년 5월 29일                                 | 452  | SBS     |
| 슈퍼맨이 돌아왔다                                  | 2013년 11월 3일                                  | 방영중                                          | 729  | KBS     |
| 동상이몽                                           | 2015년 4월 25일                                  | 방영중                                          | 124  | SBS     |
| 미운 우리 새끼                                     | 2016년 8월 26일                                  | 방영중                                          | 104  | SBS     |
| 런닝맨                                             | 2010년 7월 11일                                  | 방영중                                          | 762  | SBS     |
| 한밤의 TV연예 본격연예 한밤                        | 1995년 2월 9일 2016년 12월 6일                   | 2016년 3월 23일 2020년 8월 26일                 | 720  | SBS     |
| 바둑왕전                                           | 1980년 1월 6일                                   | 2023년 3월 26일                                 |      | KBS     |
| 생방송 심야토론                                    | 1987년 10월 17일                                 | 2022년 12월 10일                                |      | KBS     |
| 통일전망대                                         | 1989년 4월 22일                                  | 2023년 12월 23일                                |      | MBC     |
| 토요명화                                           | 1980년 12월 6일                                  | 2007년 11월 3일                                 |      | KBS     |
| TV 속의 TV                                         | 1993년 10월 24일                                 | 2018년 9월 15일                                 | 1273 | MBC     |
| 방귀대장 뿡뿡이                                    | 2000년 3월 3일                                   | 2022년 8월 25일                                 |      | EBS     |
| 최고의 요리비결                                    | 2000년 10월 2일                                  | 2023년 2월 24일                                 |      | EBS     |
| 퀴즈탐험 신비의 세계                               | 1984년 10월 30일                                 | 2004년 10월 31일                                |      | KBS     |
| 시네마 천국                                        | 1994년 3월 18일                                  | 2014년 2월 18일                                 | 988  | EBS     |
| 세상은 넓다                                        | 1995년 9월 4일                                   | 2015년 4월 3일                                  | 3424 | KBS     |
| 영화특급                                           | 1991년 12월 14일                                 | 2011년 1월 1일                                  |      | SBS     |
| 체험 삶의 현장                                     | 1993년 10월 25일                                 | 2012년 2월 25일                                 | 902  | KBS     |
| 해피투게더                                         | 2001년 11월 8일                                  | 2020년 4월 2일                                  | 925  | KBS     |
| TV는 사랑을 싣고                                   | 1994년 5월 3일                                   | 2021년 6월 30일                                 | 926  | KBS     |
| 사랑의 리퀘스트                                    | 1997년 10월 24일                                 | 2014년 12월 27일                                | 779  | KBS     |
| 꾸러기 식사교실                                    | 2009년 11월 27일                                 | 2024년 4월 28일                                 | 683  | MBC     |
| 하나뿐인 지구                                      | 1991년 9월 6일                                   | 2017년 2월 24일                                 | 1378 | EBS     |
| 도전! 지구탐험대                                   | 1996년 3월 10일                                  | 2005년 10월 30일                                | 501  | KBS     |
| 해피실버 고향은 지금                               | 1997년 3월 3일                                   | 2009년 1월 25일                                 | 1003 | MBC     |
| 효도우미 0700                                      | 1998년 5월 10일                                  | 2010년 8월 21일                                 |      | EBS     |
| 생방송 화제집중                                    | 1998년 1월 19일                                  | 2008년 11월 14일                                | 2640 | MBC     |
| 영상기록 병원 24시                                 | 1998년 6월 21일                                  | 2005년 10월 25일                                |      | KBS     |
| 취재파일 4321 취재파일 K                           | 1999년 10월 22일 2013년 4월 12일                 | 2013년 4월 7일 2017년 8월 27일                  |      | KBS     |
| 환경스페셜                                         | 1999년 5월 5일 2021년 3월 4일 2022년 12월 3일    | 2013년 4월 3일 2022년 4월 14일 2023년 3월 4일   | 591  | KBS     |
| 이제는 말할 수 있다                                | 1999년 9월 12일                                  | 2005년 6월 26일                                 | 100  | MBC     |
| 생방송 퀴즈가 좋다                                 | 1999년 10월 23일                                 | 2004년 10월 10일                                | 243  | MBC     |
| 클래식 오디세이                                    | 2000년 7월 1일                                   | 2013년 10월 16일                                | 639  | KBS     |
| 지구촌 리포트                                      | 2000년 11월 2일                                  | 2013년 3월 16일                                 | 611  | MBC     |
| 금요 컬처클럽                                      | 2000년 3월 24일                                  | 2008년 11월 28일                                | 402  | SBS     |
| 피플 세상속으로                                    | 2000년 5월 2일                                   | 2007년 4월 27일                                 | 335  | KBS     |
| 와! e 멋진세상                                     | 2000년 5월 19일                                  | 2005년 4월 20일                                 | 233  | MBC     |
| 바른말 고운말                                      | 1999년 5월 8일                                   | 2015년 10월 8일                                 |      | KBS     |
| 수요기획                                           | 1998년 10월 14일                                 | 2013년 4월 3일                                  | 557  | KBS     |
| 언제나 청춘                                        | 1999년 10월 24일                                 | 2011년 12월 25일                                | 528  | KBS     |
| 생방송 세상의 아침                                 | 2001년 11월 5일                                  | 2009년 10월 17일                                | 2490 | KBS     |
| TV 책을 말하다                                     | 2001년 5월 3일                                   | 2009년 1월 1일                                  |      | KBS     |
| 카네이션 기행                                      | 2000년 10월 14일                                 | 2009년 1월 1일                                  | 373  | KBS     |
| VJ클럽                                             | 2001년 11월 10일                                 | 2008년 11월 15일                                | 3500 | KBS     |
| 유희열의 스케치북                                  | 2009년 4월 24일                                  | 2022년 7월 22일                                 | 600  | KBS     |
| 다큐멘터리 3일                                     | 2007년 5월 3일                                   | 2022년 3월 13일                                 | 716  | KBS     |
| 어린이 뉴스탐험                                    | 2001년 7월 20일                                  | 2007년 4월 23일                                 | 278  | KBS     |
| 이것이 인생이다                                    | 1995년 3월 10일                                  | 2005년 4월 26일                                 | 355  | KBS     |
| 현장르포 제3지대                                   | 1998년 10월 12일                                 | 2005년 4월 26일                                 |      | KBS     |
| 퀴즈 대한민국                                      | 2002년 11월 10일                                 | 2013년 4월 7일                                  | 509  | KBS     |
| 신나라 과학나라                                    | 2002년 7월 18일                                  | 2009년 4월 14일                                 | 329  | KBS     |
| 요리보고 세계보고                                  | 2002년 10월 21일                                 | 2008년 6월 17일                                 | 1158 | MBC     |
| 솔로몬의 선택                                      | 2002년 7월 13일                                  | 2008년 4월 14일                                 | 287  | SBS     |
| 실속TV 주부경제학                                  | 2002년 7월 15일                                  | 2005년 10월 28일                                | 736  | KBS     |
| 생방송 KBS 저널                                    | 2002년 11월 3일                                  | 2005년 5월 1일                                  | 154  | KBS     |
| 100인 토론 어떻게 생각하십니까                     | 2002년 11월 3일                                  | 2004년 4월 25일                                 | 68   | KBS     |
| 여유만만                                           | 2003년 11월 3일                                  | 2018년 7월 13일                                 | 2658 | KBS     |
| 늘 푸른 인생                                       | 2003년 5월 4일                                   | 2016년 4월 3일                                  | 656  | MBC     |
| 낭독의 발견                                        | 2003년 11월 5일                                  | 2012년 2월 23일                                 | 388  | KBS     |
| 시청자 제보 물은 생명이다                          | 2003년 5월 12일                                  | 2008년 11월 28일                                | 1268 | SBS     |
| 생방송 시사투나잇                                  | 2003년 11월 3일                                  | 2008년 11월 13일                                | 979  | KBS     |
| 생방송 세븐데이즈                                  | 2003년 2월 9일                                   | 2007년 6월 8일                                  | 194  | SBS     |
| 꼭 한번 만나고 싶다                                | 2003년 11월 7일                                  | 2007년 5월 18일                                 | 178  | MBC     |
| 주부, 세상을 말하자                                | 2003년 11월 3일                                  | 2007년 4월 27일                                 |      | KBS     |
| 청춘! 신고합니다                                   | 1998년 10월 12일                                 | 2007년 4월 26일                                 |      | KBS     |
| 쏙쏙 어린이 경제나라                               | 2003년 11월 7일                                  | 2007년 4월 25일                                 | 166  | KBS     |
| 즐거운 문화읽기                                    | 2003년 5월 1일                                   | 2005년 10월 20일                                | 114  | MBC     |
| 그곳에 가고싶다                                    | 2003년 6월 26일                                  | 2005년 4월 28일                                 | 90   | KBS     |
| 백만불 미스터리                                    | 2003년 5월 12일                                  | 2005년 4월 18일                                 | 94   | SBS     |
| 6mm 세상탐험                                       | 2002년 4월 3일                                   | 2005년 4월 17일                                 |      | MBC     |
| 인물현대사                                         | 2003년 6월 27일                                  | 2005년 4월 15일                                 | 79   | KBS     |
| 신강균의 뉴스 서비스 사실은                        | 2003년 11월 14일                                 | 2005년 1월 7일                                  | 168  | MBC     |
| 무한지대 큐                                        | 2004년 11월 2일                                  | 2010년 5월 6일                                  | 300  | KBS     |
| 생생 건강테크                                      | 2004년 11월 1일                                  | 2005년 10월 28일                                | 252  | KBS     |
| 일과 사람들                                        | 2004년 3월 1일                                   | 2005년 8월 26일                                 |      | EBS     |
| 사람향기 폴폴                                      | 2004년 11월 15일                                 | 2005년 4월 22일                                 |      | MBC     |
| 공개수사 실종                                      | 2004년 11월 6일                                  | 2005년 3월 26일                                 | 18   | KBS     |
| 문화사색                                           | 2005년 10월 28일                                 | 2019년 10월 10일                                | 661  | MBC     |
| 경제매거진 M                                       | 2005년 10월 26일                                 | 2018년 8월 11일                                 | 600  | MBC     |
| 동물의 세계                                        | 1992년 4월 6일                                   | 2018년 5월 25일                                 |      | KBS     |
| 특파원 현장보고                                    | 2005년 5월 5일                                   | 2016년 4월 2일                                  | 513  | KBS     |
| 러브 인 아시아                                     | 2005년 11월 5일                                  | 2015년 2월 22일                                 | 453  | KBS     |
| 공감 특별한 세상                                   | 2005년 4월 24일                                  | 2013년 8월 10일                                 | 438  | MBC     |
| 위기탈출 넘버원                                    | 2005년 7월 9일                                   | 2016년 4월 11일                                 | 527  | KBS     |
| 긴급출동 SOS 24                                    | 2005년 11월 1일                                  | 2011년 4월 15일                                 | 252  | SBS     |
| 로봇파워                                           | 2005년 9월 9일                                   | 2011년 2월 25일                                 | 275  | EBS     |
| 영상포엠 내 마음의 여행                            | 2005년 11월 3일                                  | 2009년 4월 19일                                 | 175  | KBS     |
| 감성매거진 행복한 오후                             | 2005년 12월 1일                                  | 2008년 11월 14일                                | 713  | KBS     |
| 김미화의 U                                         | 2005년 12월 1일                                  | 2008년 5월 1일                                  | 470  | SBS     |
| 웰빙! 맛사냥                                       | 2005년 8월 29일                                  | 2007년 6월 22일                                 | 412  | SBS     |
| 톡톡톡 오후 2시                                    | 2005년 12월 5일                                  | 2007년 5월 16일                                 | 168  | MBC     |
| 놀라운 아시아                                      | 2005년 11월 6일                                  | 2007년 4월 24일                                 | 73   | KBS     |
| TV 영어마을                                        | 2005년 12월 1일                                  | 2007년 3월 15일                                 |      | SBS     |
| 현장기록 형사                                      | 2005년 10월 26일                                 | 2007년 1월 31일                                 | 64   | MBC     |
| 브라보 웰빙 라이프                                 | 2005년 12월 2일                                  | 2007년 1월 11일                                 | 134  | SBS     |
| 오래된 TV                                          | 2005년 10월 31일                                 | 2006년 11월 18일                                | 51   | KBS     |
| 파워인터뷰                                         | 1998년 11월 21일                                 | 2006년 11월 11일                                |      | KBS     |
| 역사스페셜                                         | 1998년 10월 17일                                 | 2022년 2월 1일                                  |      | KBS     |
| 신화창조                                           | 2005년 11월 6일                                  | 2006년 9월 24일                                 | 37   | KBS     |
| 포토다큐                                           | 2005년 11월 1일                                  | 2006년 7월 11일                                 |      | KBS     |
| 뉴스플러스 암니옴니                                | 2005년 2월 18일                                  | 2006년 5월 11일                                 | 53   | MBC     |
| 생방송 시사중심                                    | 2005년 12월 1일                                  | 2006년 3월 10일                                 | 66   | KBS     |
| TV문화기행                                         | 2005년 5월 3일                                   | 2005년 11월 22일                                | 23   | KBS     |
| 생방송 토요이레                                    | 2005년 4월 23일                                  | 2005년 10월 22일                                | 26   | MBC     |
| 구수한 세상 누룽지                                 | 2005년 5월 14일                                  | 2005년 10월 21일                                |      | KBS     |
| 희망풍경                                           | 2000년 10월 7일                                  | 2019년 8월 25일                                 | 978  | EBS     |
| 우리 아이가 달라졌어요                             | 2006년 11월 7일                                  | 2015년 11월 20일                                | 492  | SBS     |
| 과학카페                                           | 2006년 11월 3일                                  | 2012년 5월 7일                                  | 246  | KBS     |
| 불만제로 업                                        | 2006년 9월 28일                                  | 2014년 10월 29일                                | 360  | MBC     |
| 닥터스                                             | 2006년 11월 13일                                 | 2009년 11월 16일                                |      | MBC     |
| 오천만의 일급비밀                                  | 2006년 11월 24일                                 | 2008년 3월 23일                                 |      | KBS     |
| 생방송 세상의 중심                                 | 2006년 3월 13일                                  | 2007년 4월 27일                                 | 254  | KBS     |
| 백세 건강시대                                      | 2007년 2월 12일                                  | 2014년 10월 6일                                 | 352  | SBS     |
| 퀴즈! 육감대결                                     | 2007년 5월 6일                                   | 2010년 6월 27일                                 | 151  | SBS     |
| 휴먼다큐 사미인곡                                  | 2007년 9월 20일                                  | 2009년 4월 16일                                 | 75   | KBS     |
| 역사야 놀자                                        | 2007년 4월 30일                                  | 2009년 4월 13일                                 | 97   | KBS     |
| 지구촌 VJ특급                                      | 2007년 12월 5일                                  | 2008년 11월 26일                                | 41   | SBS     |
| 단박 인터뷰                                        | 2007년 5월 1일                                   | 2008년 11월 13일                                | 207  | KBS     |
| 한국사 전                                          | 2007년 6월 16일                                  | 2008년 10월 25일                                | 61   | KBS     |
| 특명 공개수배                                      | 2007년 5월 3일                                   | 2008년 3월 27일                                 | 42   | KBS     |
| 부부솔루션 미안해 사랑해                           | 2007년 6월 25일                                  | 2008년 3월 21일                                 |      | SBS     |
| 심리극장 천인야화                                  | 2007년 6월 29일                                  | 2008년 2월 29일                                 | 32   | SBS     |
| 7옥타브                                            | 2007년 5월 23일                                  | 2008년 1월 30일                                 | 34   | MBC     |
| 엄마의 무릎학교                                    | 2007년 4월 30일                                  | 2008년 1월 4일                                  | 185  | KBS     |
| 인사이트 아시아 - 차마고도                         | 2007년 9월 5일                                   | 2007년 11월 25일                                | 6    | KBS     |
| 와우! 화제와 현장                                  | 2007년 4월 30일                                  | 2007년 11월 1일                                 |      | KBS     |
| 사기예방프로젝트 트릭                              | 2007년 5월 10일                                  | 2007년 10월 11일                                | 21   | SBS     |
| 인사이트 아시아 - 유교, 2500년의 여행              | 2007년 5월 26일                                  | 2007년 6월 3일                                  | 4    | KBS     |
| 휴먼다큐 사랑                                      | 2006년 5월 1일                                   | 2018년 5월 21일                                 | 58   | MBC     |
| 요! 주의사항                                       | 2007년 2월 15일                                  | 2007년 5월 3일                                  | 9    | SBS     |
| 서바이벌 독서 퀴즈왕                               | 2007년 1월 15일                                  | 2007년 5월 1일                                  | 30   | SBS     |
| 내 마음의 크레파스                                 | 2008년 5월 6일                                   | 2016년 2월 2일                                  | 583  | SBS     |
| 선데이 뉴스플러스                                  | 2007년 5월 6일                                   | 2011년 3월 13일                                 |      | SBS     |
| 아이디어 하우머치                                  | 2008년 6월 22일                                  | 2011년 1월 6일                                  | 120  | SBS     |
| 느티나무                                           | 2008년 11월 18일                                 | 2010년 5월 7일                                  | 242  | KBS     |
| TV로펌 솔로몬                                      | 2008년 4월 21일                                  | 2009년 9월 28일                                 | 69   | SBS     |
| 역사추적                                           | 2008년 11월 22일                                 | 2009년 6월 22일                                 | 28   | KBS     |
| 박중훈쇼 대한민국 일요일 밤                        | 2008년 12월 14일                                 | 2009년 4월 19일                                 | 17   | KBS     |
| 이주일의 동요                                      | 2007년 11월 5일                                  | 2009년 4월 17일                                 | 42   | KBS     |
| 국민소통 버라이어티 뉴스왕                         | 2008년 11월 19일                                 | 2009년 4월 15일                                 | 21   | KBS     |
| 인사이트 아시아 - 누들로드                         | 2008년 12월 7일                                  | 2009년 3월 29일                                 | 6    | KBS     |
| 디자인 성공시대                                    | 2008년 10월 28일                                 | 2009년 3월 25일                                 |      | SBS     |
| 인터뷰 게임                                        | 2008년 6월 24일 2020년 9월 3일                   | 2009년 2월 10일 2020년 9월 10일                 | 28   | SBS     |
| 네버엔딩 스토리                                    | 2007년 11월 22일                                 | 2009년 1월 21일                                 | 43   | MBC     |
| 북극의 눈물                                        | 2008년 12월 7일                                  | 2008년 12월 28일                                | 4    | MBC     |
| 한반도의 공룡                                      | 2008년 11월 24일                                 | 2008년 11월 26일                                | 3    | EBS     |
| 아시아 투데이                                      | 2008년 4월 3일                                   | 2008년 11월 13일                                | 27   | KBS     |
| SBS 생활경제                                       | 2009년 10월 5일                                  | 2019년 2월 15일                                 | 2921 | SBS     |
| 그린실버 고향이 좋다                               | 2009년 2월 1일                                   | 2016년 3월 28일                                 | 359  | MBC     |
| 일자리 119                                         | 2009년 10월 24일                                 | 2012년 12월 29일                                |      | KBS     |
| 희망특강 파랑새                                    | 2009년 5월 1일                                   | 2012년 5월 29일                                 | 66   | MBC     |
| 농비어천가                                         | 2009년 6월 19일                                  | 2011년 11월 25일                                | 112  | SBS     |
| 풍경이 있는 여행                                   | 2009년 4월 25일                                  | 2011년 11월 5일                                 | 125  | KBS     |
| 리빙쇼 당신의 여섯시                               | 2009년 4월 20일                                  | 2011년 11월 3일                                 | 548  | KBS     |
| 기업 열전 K1                                       | 2009년 10월 22일                                 | 2010년 12월 30일                                | 58   | KBS     |
| 일류로 가는 길                                     | 2009년 10월 23일                                 | 2010년 12월 25일                                | 56   | KBS     |
| 자체발광                                           | 2009년 12월 3일                                  | 2010년 7월 8일                                  | 30   | MBC     |
| 신동엽의 300                                       | 2009년 10월 5일                                  | 2010년 6월 6일                                  | 31   | SBS     |
| 성공의 비밀                                        | 2009년 11월 27일                                 | 2010년 5월 7일                                  | 21   | MBC     |
| 아마존의 눈물                                      | 2009년 12월 18일                                 | 2010년 2월 5일                                  | 5    | MBC     |
| 반갑습니다 선배님                                  | 2009년 4월 23일                                  | 2009년 12월 26일                                | 36   | KBS     |
| 일요일 밤으로                                      | 2009년 10월 25일                                 | 2009년 12월 20일                                | 9    | KBS     |
| 인사이트 아시아 - 인간의 땅                        | 2009년 6월 21일                                  | 2009년 12월 18일                                | 5    | KBS     |
| 30분 다큐                                          | 2009년 4월 20일                                  | 2009년 10월 16일                                | 116  | KBS     |

## 같이 보기
- 장수 텔레비전 프로그램 목록